# Jürgen Kern (Sänger)
Jürgen Kern (* in Ortenau) ist ein deutscher Sänger und Pfeifvirtuose.
Kern entdeckte bereits in seiner Kindheit sein Talent des Pfeifens auf den Fingern, als er Vogelstimmen imitierte. Nach der Schulzeit widmete er sich der Musik. Sein erster TV-Auftritt war in der Sendung Na sowas mit Thomas Gottschalk. Kern war von da an häufiger Gast in deutschen Shows. Auch bei Fuji TV Japan trat er mehrfach auf. Der Komponist, Texter und Sänger Günther Behrle wurde sein Produzent.
1997 hatte er seinen ersten größeren Erfolg mit dem Titel Il Pastore Solitario. Es folgten mehrere vordere Platzierungen in den volkstümlichen Hitparaden der Rundfunkanstalten. Kern nahm mit dem Titel Für immer und ewig am Grand Prix der Volksmusik 1998 teil.
Am 11. März 1999 gewann Jürgen Kern mit dem Titel Ein Leben lang die volkstümliche Hitparade im ZDF.
Kern trat 2019 bei der Talentshow "Das Supertalent" auf.

## Bekannte Titel
- 1997: Il Pastore Solitario
- Wenn die Rosen erblüh'n in den Bergen
- Wunderbar

## Diskografie
- Ein Leben lang